# هپرو

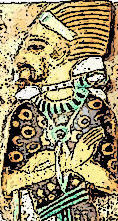
هپرو یا هبرو

هپرو یا هبرو (انگلیسی: Habiru) نامی است که در ناحیهٔ هلال حاصلخیز در باستان، شورشیان، قانون شکنان، مهاجمان، مزدوران، کمانداران، خدمتکاران، بردگان و کارگران را بدین نام صدا می‌زدند.